# Расмуссен, Луиза
Луиза Расмуссен (21 апреля 1815, Копенгаген — 6 марта 1874, Генуя) — датская балерина и театральная актриса

. Любовница, а затем морганатическая жена короля Дании Фредерика VII. Она не была королевой Дании и имела титул графиня Даннер.

## Биография
Луиза Расмуссен была дочерью не состоящей в браке горничной Юлианы Каролины Расмуссен и торговца Готильфа Л. Коппена. Она поступила в балетную школу Оперы в Копенгагене в 1826 году, заключила контракт в 1830 году и стала балериной в 1835 году. Она родила сына Карла Кристиана (1841—1908) от гравёра Карла Берлинга (1812—1871), наследника газеты Berlingske Tidende. Луиза ушла из балета в 1842 году и открыла магазин модной одежды.
В 1830-х годах через Берлинга она познакомилась с наследным принцем Фредериком и завела с ним отношения в 1840-х годах. Фредерик стал королём в 1848 году. Он хотел жениться на Луизе, но правительство запретило этот брак, поскольку Фредерик был бездетным, а ребёнок в браке с Луизой не имел бы прав на престол. Однако реформы 1849 года сделали короля настолько популярным, что он смог исполнить своё желание.
8 августа 1850 года Луиза Расмуссен получила титул графиня Даннер и в Фредериксборге сочеталась браком с Фредериком. Она была морганатической супругой и, следовательно, не была королевой; дети, которые могли бы быть рождены в этом союзе не имели права на престол. Высшее сословие и дворянство, которые считали брак ошибкой, всячески демонстрировали свою неприязнь и неприятие мезальянса. К Луизе относились с подчёркнутым пренебрежением и презрением. Одним из ярких примеров подобного отношение можно считать случай на одном из торжественных обедов со многими представителями высшей знати: по традиции гости должны были поднять тост за супругу монарха, однако никто так и не предложил тост, хотя Фредерик и Луиза этого ждали. В конце концов, Фредерик потерял терпение, встал и открыто сказал: «Поскольку никто здесь не предложит тост в честь моей жены, я сделаю это сам!». Только после этого дворяне наконец подняли свои бокалы.
Луиза не считалась членом высшего общества и не имела никакого права в нём вращаться: она никогда не была дебютанткой на балу и не была официально представлена при королевском дворе и высшем обществе так, как другие знатные дамы. Таким образом она при дворе оставалась частным лицом. Фредерик попытался официально представить Луизу в светском обществе. Он представил её своей мачехе, вдовствующей королеве Каролине Амалии, организовав им официальную встречу, а затем потребовал, чтобы фрейлины вдовствующей королевы согласно этикету нанесли ответный визит Луизе. Тем не менее, Каролина Амалия заявила, что она приняла Луизу исключительно для того, чтобы выказать королю своё доброе расположение и рассматривала визит как неофициальный. Она подчеркнула, что Луиза не может считаться официально представленной в обществе и остаётся частным лицом, которую её фрейлины посещать не обязаны. Она также напомнила пасынку, что на его свадьбе не было никаких официальных представителей знати, поскольку он сам хотел, чтобы это была неофициальная свадьба, и если её фрейлины навестят Луизу, то всё приобретёт официальный характер. Письмо от вдовствующей королевы было расценено как оскорбление и резкий отказ Луизе. Это разозлило Фредерика, который не написал ответное письмо и оставил дальнейшие попытки изменить ситуацию.
В 1854 году супруги купили поместье Jægerspris и устроили там свою частную резиденцию. После смерти Фредерика в 1863 году Луиза продолжила жить там в уединении. В 1873 году она основала «Фонд Фредерика VII для бедных женщин из рабочего класса»; усадьбу называли домом Даннер. В своём последнем завещании Луиза отписала поместье «в пользу бедных и нуждающихся девушек из прислуги».